# The Vampire Diaries (videogioco)
The Vampire Diaries è un videogioco basato su Il diario del vampiro, pubblicato nel 1996 per Windows dalla American Laser Games, Inc. e sviluppato da Her Interactive.
La storia, ambientata dopo il ritorno di Elena dall'Europa, dove ha trascorso le vacanze, vede Margaret in fin di vita dopo l'aggressione di un essere misterioso. Elena decide di indagare, scoprendo i segreti della chiesa dei Fell e storie di magia, streghe e vampiri. Il giocatore gioca dal punto di vista di Elena. Vengono introdotti dei personaggi non presenti nella serie: il signor Smith, nuovo professore di biologia, e Mikhail Romanoff.